# 四叶草工作室
四叶草工作室（日語：クローバースタジオ株式会社）是制作家用游戏机游戏软件的日本企业。于2004年7月1日建立、2007年3月31日解散。

## 概要
由卡普空全资建立的子公司，其员工全部来自于卡普空。公司是以「摆脱经营层面的束缚，更自由地制作游戏」这样一个理念而创立的。
创立公司后，四叶草工作室仅制作了三款PlayStation 2游戏。其后，卡普空于2006年10月12日发表声明，指「为了更集中、更有效地安排制作小组进行开发」而解散四叶草工作室，并于2007年3月31日正式解散。
另外，初代社长稻叶敦志在解散声明发表前（2006年6月）辞职。

## 解散后
在四叶草工作室解散后，稻叶敦志携部分前四叶草成员创立独立工作室「SEEDS」。而该工作室于2007年10月与株式会社ODD合并，并更名为「白金工作室(プラチナゲームズ株式会社)」。

## 作品
- 红侠乔伊
- 红侠乔伊2
- 红侠乔伊：乱斗嘉年华
- 红侠乔伊：摩擦
- 大神
- 神手